# یواس‌اس تورو (اس‌اس-۴۲۲)
یواس‌اس تورو (اس‌اس-۴۲۲) (به انگلیسی: USS Toro (SS-422)) یک زیردریایی بود که طول آن ۳۱۱ فوت ۸ اینچ (۹۵٫۰۰ متر) بود. این زیردریایی در سال ۱۹۴۴ ساخته شد.